# Sisophon
Sisophon (Serei Saophoan) (Khmer: សិរីសោភ័ណ) ist die Hauptstadt der kambodschanischen Provinz Banteay Meanchey.
Die Stadt liegt im Bezirk Serei Saophoan, und im Jahr 1998 eine Bevölkerung von 61.482 (1998 Zensus), im Jahr 2008 waren es 61.631 (2008 Zensus).

## Verkehr

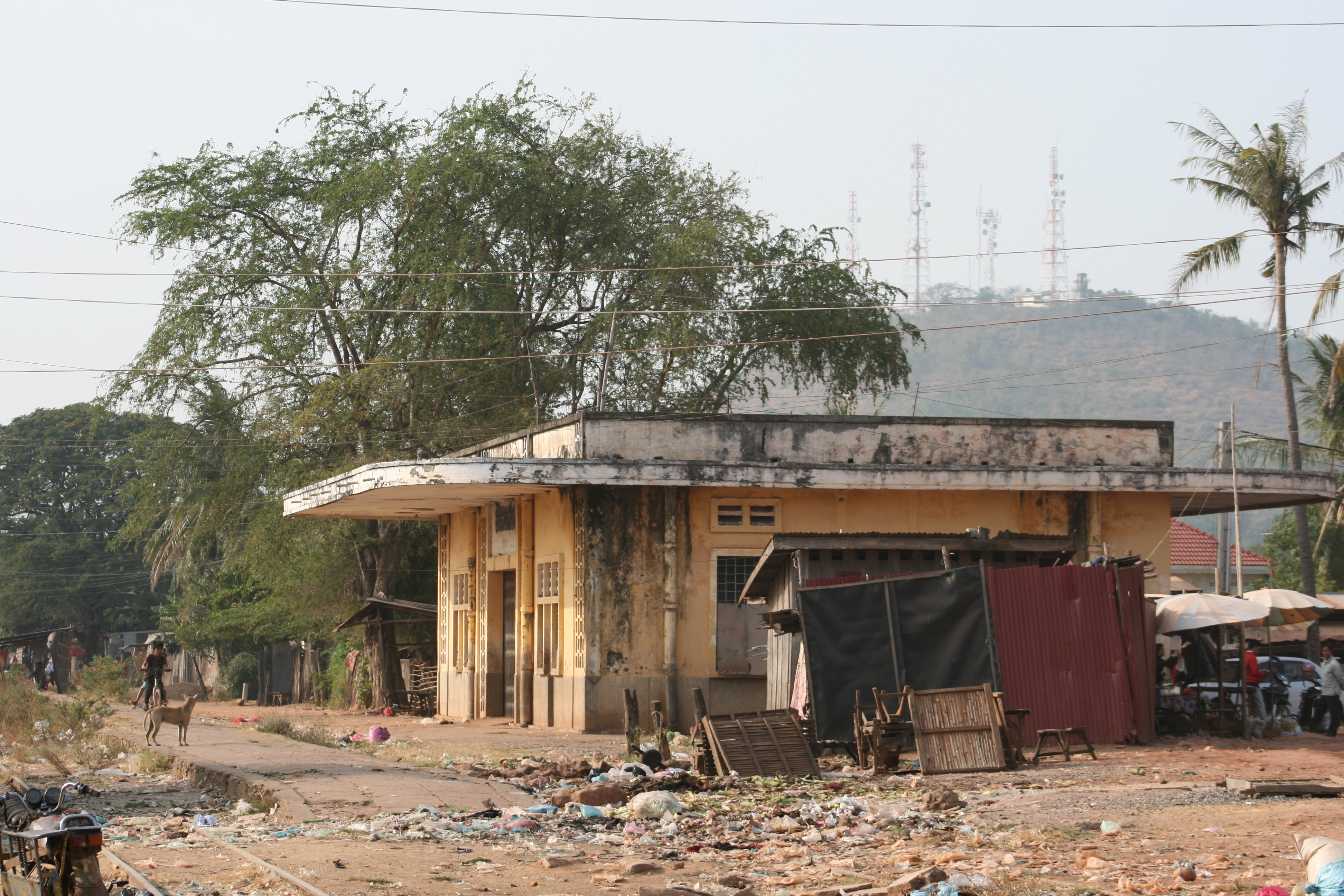
Bahnhof Sisophon, 2011

Die Kleinstadt liegt an der Nationalstraße 5 und der Nationalstraße 6.
Die Bahnstrecke Phnom Penh–Poipet die durch Sisophon führt hat eine Spurweite von 1000 mm (Meterspur). Sie wurde von den Thailändern nach französischen Vorarbeiten während des Zweiten Weltkriegs fertiggestellt. Sisophon gehörte während des Krieges zu Thailand. Während des Bürgerkrieges in Kambodscha erlitt die Eisenbahn schwere Artillerie-Schäden, und die Roten Khmer zerstörten die Strecke an mehreren Stellen. In den 1980er Jahren fuhren wieder einzelne Züge zwischen Sisophon und Phnom Penh. Die Fahrt auf der Strecke von 300 Kilometern dauerte vierzehn Stunden. Eine Reise auf der Straße aber dauerte zwei bis drei Tage, galt als gefährlich und beschwerlich. Der Zugverkehr 2009 eingestellt.
Die Strecke wurde seit 2018 wieder ertüchtigt und zwischen Battambang über Sisophon bis zur Grenze nach Thailand fertiggestellt. Seit 22. April 2019 verkehren Güterzüge grenzüberschreitend über diese Strecke.